# Montaldeo
Montaldeo (Montondé in piemontese, Montaldeo in ligure) è un comune italiano di 201 abitanti della provincia di Alessandria in Piemonte, situato sulle ultime pendici dell'Appennino ligure non lontano dalle vallate ovadesi. È uno dei comuni dell'Ovadese, area storico-culturale del Basso Piemonte e del Monferrato, che prende il nome dalla città di Ovada.

## Storia
Nominato come Mons Alpeo in documenti del X secolo, in cui risultato dato in donazione all'abbazia di S. Marziano di Tortona, fece parte della marca obertenga e in particolar fu dominio dei marchesi di Gavi.
Distrutto dai genovesi nel 1224, fu ricostruito nel 1271 dal comune di Alessandria, ed entrò a far parte dei territori del marchese del Monferrato.
Nel 1431, occupato da Francesco Sforza, fu inglobato nel Ducato di Milano fortificato e concesso in feudo a Gian Galeazzo Trotti.
Nel 1528, gli abitanti del borgo, stanchi dei soprusi del feudatario Cristoforo Trotti, scatenarono una rivolta, che si concluse con il massacro di tutta la famiglia del feudatario.
Nel 1531 il dominio passò quindi alla famiglia Doria, il cui primogenito porta ancor oggi il titolo di  marchese di Montaldeo.

### Simboli
Lo stemma e il gonfalone del comune di Montaldeo sono stati concessi con il decreto del presidente della Repubblica n. 9623 del 25 novembre 1989.

## Società

### Evoluzione demografica
Abitanti censiti

## Amministrazione
Di seguito è presentata una tabella relativa alle amministrazioni che si sono succedute in questo comune.
| Periodo        | Periodo        | Primo cittadino         | Partito                             | Carica  | Note  |
| -------------- | -------------- | ----------------------- | ----------------------------------- | ------- | ----- |
| 27 giugno 1985 | 25 maggio 1990 | Rosa Arecco             | Democrazia Cristiana                | Sindaco | [ 8 ] |
| 25 maggio 1990 | 24 aprile 1995 | Rosa Arecco             | Democrazia Cristiana                | Sindaco | [ 8 ] |
| 24 aprile 1995 | 14 giugno 1999 | Francesco Baiardi       | centro-sinistra                     | Sindaco | [ 8 ] |
| 14 giugno 1999 | 14 giugno 2004 | Francesco Baiardi       | lista civica                        | Sindaco | [ 8 ] |
| 14 giugno 2004 | 8 giugno 2009  | Antonello Pestarino     | lista civica                        | Sindaco | [ 8 ] |
| 8 giugno 2009  | 26 maggio 2014 | Antonello Pestarino     | lista civica Insieme per Montaldeo  | Sindaco | [ 8 ] |
| 26 maggio 2014 | 27 maggio 2019 | Antonello Pestarino     | lista civica Montaldeo futura       | Sindaco | [ 8 ] |
| 27 maggio 2019 | 9 giugno 2024  | Giovanna Maria Calcagno | lista civica Il futuro di Montaldeo | Sindaco | [ 8 ] |
| 9 giugno 2024  | in carica      | Marco Delorenzi         | lista civica Montaldeo per tutti    | Sindaco | [ 9 ] |

## Galleria d'immagini

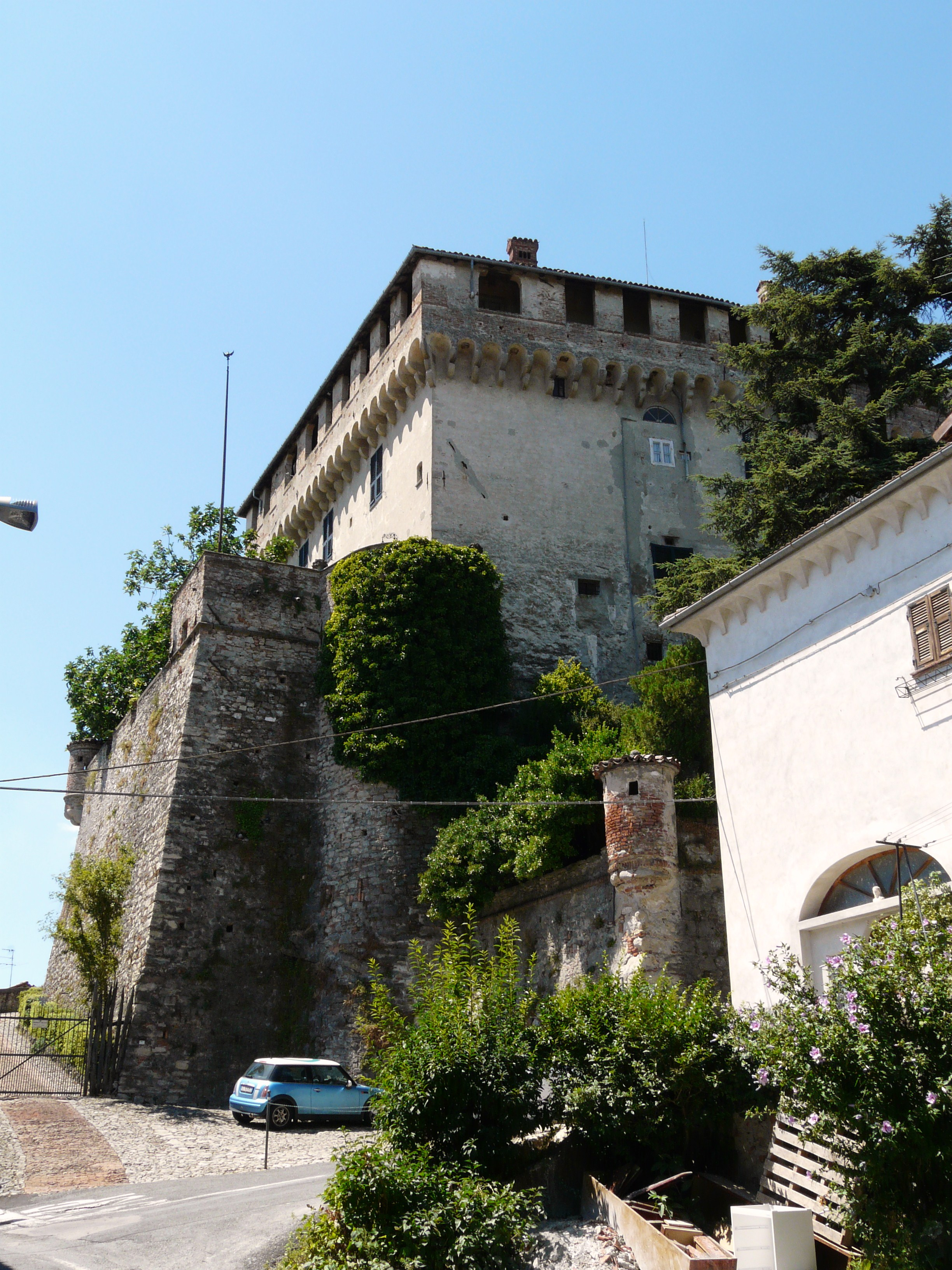
Castello di Moltaldeo
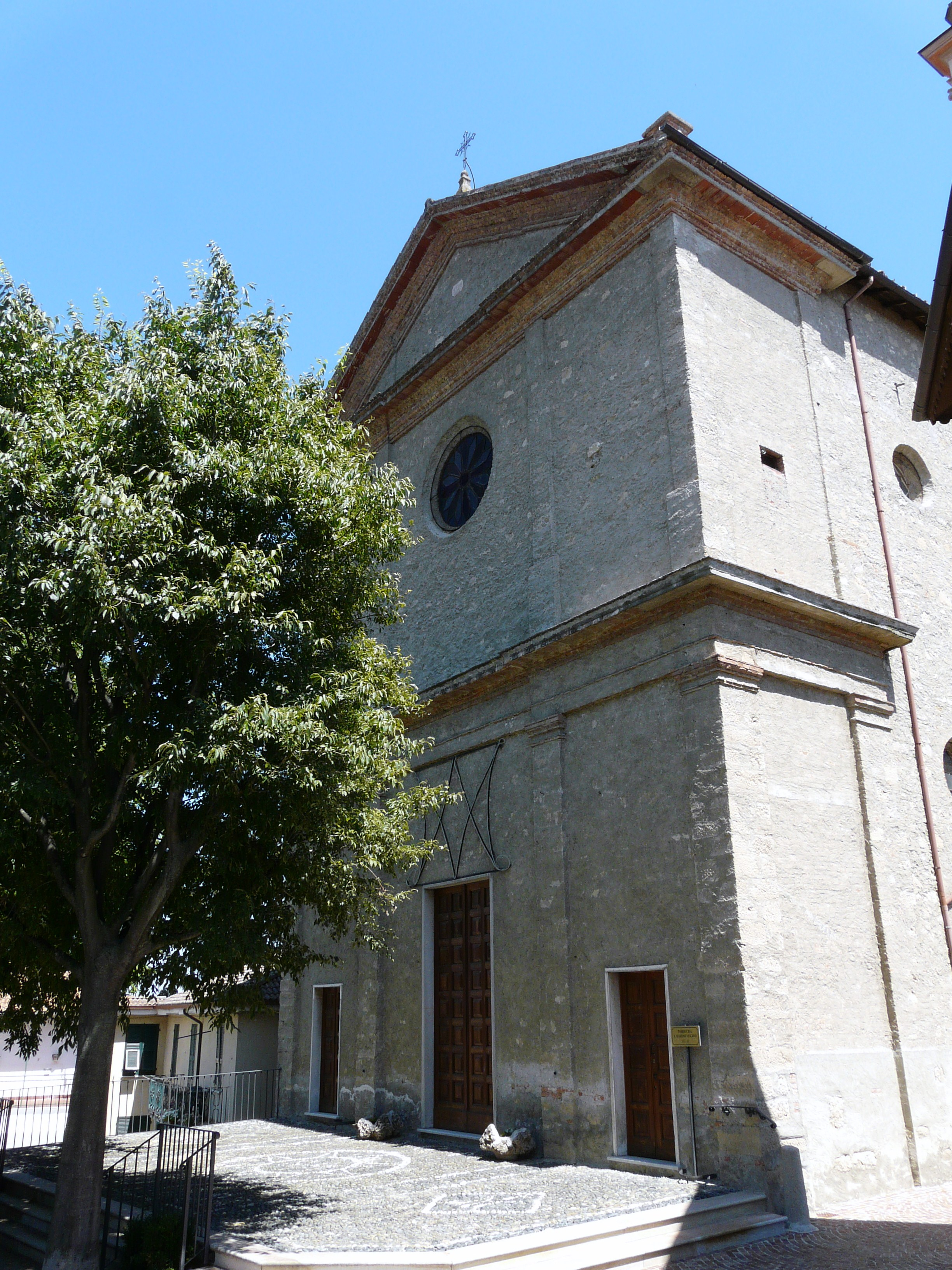
Chiesa di San Martino